# Giumri (stacja kolejowa)
Giumri (arm: Գյումրիի Երկաթգծի Կայարան) – stacja kolejowa w Giumri, w Armenii. Znajdują się tu 2 perony.
Węzeł kolejowy w Giumri jest najstarszym i największym w Armenii. Powstał w 1897 roku. Pierwszą linią kolejową było połączenie z Tbilisi w 1899 roku, a następnie przedłużono je do Erywania (w 1902), Karsu (w 1902), Dżolfy (w 1906 roku) i Tebrizu. W rezultacie, Giumri stał się ważnym węzłem kolejowym.
Od roku 2013 stacja obsługuje regularne połączenia do Erywania i Batumi. Obecnym operatorem stacji kolejowej są Koleje Południowokaukaskie.